# Opere del Pontormo
Qui di seguito sono elencate le opere del Pontormo, pittore italiano del Manierismo fiorentino del XVI secolo.
Le opere sono suddivise in dipinti, affreschi, disegni e opere letterarie, ovvero il suo libro autobiografico.
L'elenco è in ordine cronologico, ma è da ricordare che l'abitudine del Pontormo a non datare e spesso a non firmare le proprie opere provoca numerose incertezze sulla loro datazione.

## Dipinti
| Immagine | Titolo                                                     | Datazione    | Dimensioni         | Tecnica e supporto                         | Luogo, città e Paese di conservazione                                                                                  | Ulteriori informazioni                                | N.    |
| -------- | ---------------------------------------------------------- | ------------ | ------------------ | ------------------------------------------ | --- | ----------------------------------------------------- | ----- |
|          | Leda e il cigno                                            | c. 1512–1513 | 55×40 cm           | olio su tavola                             | Galleria degli Uffizi, Firenze, Italia                                                                                 | Attribuzione incerta                                  |       |
|          | Dama col cestello di fusi                                  | c. 1516–1517 | 76×54 cm           | olio su tavola                             | Galleria degli Uffizi, Firenze, Italia                                                                                 | Attribuzione incerta, forse opera di Andrea del Sarto |       |
|          | Giuseppe venduto a Putifarre                               | c. 1516–1517 | 58×50 cm           | olio su tavola                             | National Gallery, Londra, Regno Unito                                                                                  | Parte dei pannelli per la Camera nuziale Borgherini   | [ 1 ] |
|          | Supplizio del fornaio                                      | c. 1516–1517 | 58×50 cm           | olio su tavola                             | National Gallery, Londra, Regno Unito                                                                                  | Parte dei pannelli per la Camera nuziale Borgherini   | [ 2 ] |
|          | Giuseppe riceve richieste d'aiuto dai fratelli             | c. 1516–1517 | 35×142 cm          | olio su tavola                             | National Gallery, Londra, Regno Unito                                                                                  | Parte dei pannelli per la Camera nuziale Borgherini   | [ 3 ] |
|          | Giuseppe in Egitto                                         | c. 1517–1518 | 93×110 cm          | olio su tavola                             | National Gallery, Londra, Regno Unito                                                                                  | Parte dei pannelli per la Camera nuziale Borgherini   | [ 4 ] |
|          | San Quintino                                               | 1517         | 150×100 cm         | olio su tela                               | Museo Civico, Sansepolcro, Italia                                                                                      |                                                       |       |
|          | Ritratto di un gioielliere                                 | c. 1517–1518 | 69×50 cm           | olio su tavola                             | Museo del Louvre, Parigi, Francia                                                                                      |                                                       |       |
|          | Pala Pucci                                                 | 1518         | 214×195 cm         | olio su cartone                            | Chiesa di San Michele Visdomini, Firenze, Italia                                                                       |                                                       |       |
|          | Ritratto di un musicista                                   | c. 1518–1519 | 88×67 cm           | olio su tavola                             | Galleria degli Uffizi, Firenze, Italia                                                                                 |                                                       |       |
|          | Ritratto di Cosimo il Vecchio                              | c. 1518–1519 | 86×65 cm           | olio su tavola                             | Galleria degli Uffizi, Firenze, Italia                                                                                 |                                                       |       |
|          | Sant'Antonio abate                                         | c. 1519      | 78×66 cm           | olio su tavola                             | Galleria degli Uffizi, Firenze, Italia                                                                                 |                                                       |       |
|          | San Giovanni Evangelista e san Michele Arcangelo           | c. 1519      | 173×59 cm (ognuno) | olio su tavola                             | Chiesa di San Michele Arcangelo, Pontorme, Empoli, Italia                                                              |                                                       |       |
|          | Adorazione dei Magi                                        | c. 1519–1521 | 85×190 cm          | olio su tavola                             | Galleria Palatina di Palazzo Pitti, Firenze, Italia                                                                    |                                                       |       |
|          | Ritratto di due amici                                      | c. 1522      | 88×68 cm           | olio su tavola                             | Fondazione Giorgio Cini, Venezia, Italia                                                                               |                                                       |       |
|          | Sacra Famiglia con san Giovannino                          | c. 1522–1524 | 120×98 cm          | olio su tavola                             | Ermitage, San Pietroburgo, Russia                                                                                      |                                                       |       |
|          | Cena in Emmaus                                             | 1525         | 230×173 cm         | olio su tela                               | Galleria degli Uffizi, Firenze, Italia                                                                                 |                                                       |       |
|          | Ritratto di giovinetto                                     | c. 1525–1526 | 85×61 cm           | olio su tavola                             | Museo di Palazzo Mansi, Lucca, Italia                                                                                  |                                                       |       |
|          | Natività di san Giovanni Battista                          | c. 1526      | 54 cm di diametro  | olio su tavola (desco da parto)            | Galleria degli Uffizi, Firenze, Italia                                                                                 |                                                       |       |
|          | San Girolamo penitente                                     | c. 1525–1528 | 105×80 cm          | olio su tavola                             | Landesmuseum, Hannover, Germania                                                                                       |                                                       |       |
|          | Madonna col Bambino e san Giovannino                       | c. 1525–1528 | 87×67 cm           | olio su tavola                             | Galleria di Palazzo Corsini al Parione, Firenze, Italia                                                                | Attribuzione incerta, forse opera di Agnolo Bronzino  |       |
|          | San Matteo                                                 | 1525–1526    | 70 cm di diametro  | olio su tavola                             | Cappella Capponi, Chiesa di Santa Felicita, Firenze, Italia                                                            |                                                       |       |
|          | San Luca                                                   | 1525–1526    | 70 cm di diametro  | olio su tavola                             | Cappella Capponi, Chiesa di Santa Felicita, Firenze, Italia                                                            |                                                       |       |
|          | San Giovanni                                               | 1525–1526    | 70 cm di diametro  | olio su tavola                             | Cappella Capponi, Chiesa di Santa Felicita, Firenze, Italia                                                            |                                                       |       |
|          | Deposizione                                                | 1526–1528    | 313×192 cm         | tempera su tavola                          | Cappella Capponi, Chiesa di Santa Felicita, Firenze, Italia                                                            |                                                       |       |
|          | Visitazione di Carmignano                                  | c. 1528–1530 | 202×156 cm         | olio su tavola                             | Propositura dei Santi Michele e Francesco, Carmignano, Italia                                                          |                                                       |       |
|          | Madonna col Bambino, sant'Anna e quattro santi             | c. 1528–1529 | 228×176 cm         | olio su tavola                             | Museo del Louvre, Parigi, Francia                                                                                      |                                                       |       |
|          | Diecimila martiri                                          | c. 1529–1530 | 65×73 cm           | olio su tavola                             | Galleria Palatina di Palazzo Pitti, Firenze, Italia                                                                    |                                                       |       |
|          | Alabardiere                                                | c. 1529–1530 | 92×72 cm           | olio su tavola, trasferito su tela         | Getty Museum, Los Angeles, Stati Uniti d'America                                                                       |                                                       |       |
|          | Ritratto di giovane uomo con cappello rosso                | c. 1530      |                    |                                            | National Gallery, Londra, Regno Unito                                                                                  |                                                       |       |
|          | Noli me tangere (Da un cartone di Michelangelo Buonarroti) | c. 1531–1532 | 172×134 cm         | olio su tavola                             | Casa Buonarroti, Firenze, Italia                                                                                       | Attribuzione incerta, forse opera di Agnolo Bronzino  |       |
|          | Dama in rosso con cagnolino                                | c. 1532–1535 | 89×70 cm           | olio su tavola                             | Städelsches Kunstinstitut und Stadtische Galerie, Francoforte sul Meno, Germania                                       | Attribuzione incerta, forse opera di Agnolo Bronzino  |       |
|          | Venere e Amore (Da un disegno di Michelangelo Buonarroti)  | c. 1532–1534 | 128×197 cm         | olio su tavola                             | Galleria dell'Accademia, Firenze, Italia                                                                               |                                                       |       |
|          | Ritratto di Alessandro de' Medici                          | c. 1534–1535 | 100×81 cm          | olio su tavola                             | Philadelphia Museum of Art, Filadelfia, Stati Uniti d'America                                                          |                                                       |       |
|          | Ritratto di Alessandro de' Medici                          | c. 1534–1535 | 35.3×25.8 cm       | olio su tavola                             | Art Institute of Chicago, Stati Uniti d'America                                                                        |                                                       |       |
|          | Ritratto di gentiluomo con libro e guanti                  | c. 1540-1541 | 88×71cm            | olio su tavola                             | Collezione-Fondazione Francesco Federico Cerruti per l'Arte, in deposito a lungo termine al Castello di Rivoli, Italia |                                                       | [ 5 ] |
|          | Madonna col Bambino e san Giovannino                       | c. 1534–1536 | 89×73 cm           | olio su tavola                             | Galleria degli Uffizi, Firenze, Italia                                                                                 |                                                       |       |
|          | Cacciata di Adamo ed Eva                                   | c. 1535      | 43×31 cm           | olio su tavola                             | Galleria degli Uffizi, Firenze, Italia                                                                                 |                                                       |       |
|          | Ritratto di Maria Salviati con Giulia de' Medici           | c. 1539      | 88×71 cm           | olio su tavola                             | Walters Art Museum, Baltimora, Stati Uniti d'America                                                                   |                                                       |       |
|          | Ritratto di monsignor Della Casa                           | c. 1540–1543 | 102×80 cm          | olio su tavola                             | National Gallery of Art, Washington D.C., Stati Uniti d'America                                                        |                                                       |       |
|          | Madonna del Libro                                          | c. 1540–1545 | 120×102 cm         | olio su tavola                             | Collezione privata |                                                       |       |
|          | Ritratto di Maria Salviati                                 | c. 1543–1545 | 87×71 cm           | olio su tavola                             | Galleria degli Uffizi, Firenze, Italia                                                                                 |                                                       |       |
|          | Scena di sacrificio                                        | c. 1550      | 85×148 cm          | tempera grassa su tela applicata su tavola | Museo Nazionale di Capodimonte, Napoli, Italia                                                                         |                                                       |       |

## Affreschi
| Immagine | Titolo                                                   | Datazione                               | Dimensioni                                                                      | Tecnica e supporto                                                  | Luogo, città e Paese di conservazione                                       | Ulteriori informazioni                                    |
| -------- | -------------------------------------------------------- | --------------------------------------- | ------------------------------------------------------------------------------- | ------------------------------------------------------------------- | --------------------------------------------------------------------------- | --------------------------------------------------------- |
|          | Fede e Carità                                            | 1513                                    | 400×500 cm                                                                      | affresco (staccato)                                                 | Museo del Cenacolo di Andrea del Sarto, Firenze, Italia                     |                                                           |
|          | Episodio di vita ospedaliera                             | c. 1514                                 | 91×150 cm                                                                       | affresco (staccato)                                                 | Galleria dell'Accademia, Firenze, Italia                                    |                                                           |
|          | Sacra conversazione di san Ruffillo                      | c. 1514                                 | 223×196 cm                                                                      | affresco (staccato)                                                 | Cappella di San Luca, Basilica della Santissima Annunziata, Firenze, Italia |                                                           |
|          | Visitazione                                              | c. 1514–1516                            | 392×337 cm                                                                      | affresco                                                            | Chiostrino dei Voti, Basilica della Santissima Annunziata, Firenze, Italia  |                                                           |
|          | Veronica                                                 | 1515                                    | 307×413 cm                                                                      | affresco                                                            | Cappella dei Papi, Basilica di Santa Maria Novella, Firenze, Italia         |                                                           |
|          | Putti e stemma dei Medici (quattro riquadri nella volta) | 1515                                    |                                                                                 | affresco                                                            | Cappella dei Papi, Basilica di Santa Maria Novella, Firenze, Italia         |                                                           |
|          | Angioletti (quattro tondi nella volta)                   | 1515                                    | affresco                                                                        | Cappella dei Papi, Basilica di Santa Maria Novella, Firenze, Italia |                                                                             |                                                           |
|          | Dio Padre benedicente (tondo al centro della volta)      | 1515                                    |                                                                                 | affresco                                                            | Cappella dei Papi, Basilica di Santa Maria Novella, Firenze, Italia         |                                                           |
|          | Vertumno e Pomona                                        | c. 1519–1521                            | 461×990 cm                                                                      | affresco                                                            | Villa Medici, Poggio a Caiano, Italia                                       |                                                           |
|          | Orazione nell'orto                                       | c. 1523–1525                            | 300×290 cm                                                                      | affresco                                                            | Certosa di Galluzzo, Firenze, Italia                                        |                                                           |
|          | Cristo davanti a Pilato                                  | 1523–1525                               | 300×292 cm                                                                      | affresco                                                            | Certosa di Galluzzo, Firenze, Italia                                        |                                                           |
|          | Andata al Calvario                                       | 1523–1525                               | 300×292 cm                                                                      | affresco                                                            | Certosa di Galluzzo, Firenze, Italia                                        |                                                           |
|          | Deposizione dalla croce                                  | 1523–1525                               | 300×290 cm                                                                      | affresco                                                            | Certosa di Galluzzo, Firenze, Italia                                        |                                                           |
|          | Resurrezione                                             | 1523–1525                               | 232×291 cm                                                                      | affresco                                                            | Certosa di Galluzzo, Firenze, Italia                                        |                                                           |
|          | Affreschi del Tabernacolo di Boldrone                    | c. 1525–1526 (cronologia molto incerta) | 307×127 cm (San Giuliano) 307×175 cm (Crocifissione) 307×127 cm (Sant'Agostino) | affreschi (staccati)                                                | Accademia delle Arti del Disegno, Firenze, Italia                           |                                                           |
|          | Dio Padre                                                | 1525–1528                               |                                                                                 | affresco                                                            | Non più esistente, distrutto                                                | Fungeva da decorazione della volta della Cappella Capponi |
|          | Annunciazione                                            | 1527–1528                               | 368×168 cm                                                                      | affresco                                                            | Cappella Capponi, Chiesa di Santa Felicita, Firenze, Italia                 |                                                           |
|          | Affreschi del Coro di San Lorenzo                        | 1546–1556                               |                                                                                 | affreschi                                                           | Non più esistenti, distrutti                                                | Ultimi lavori noti dell'artista                           |

## Disegni
Pontormo ha lasciato circa 400 disegni, da alcuni dei quali si possono ricostruire parzialmente anche le opere perdute.
Qui segue una galleria di alcuni dei suoi disegni:

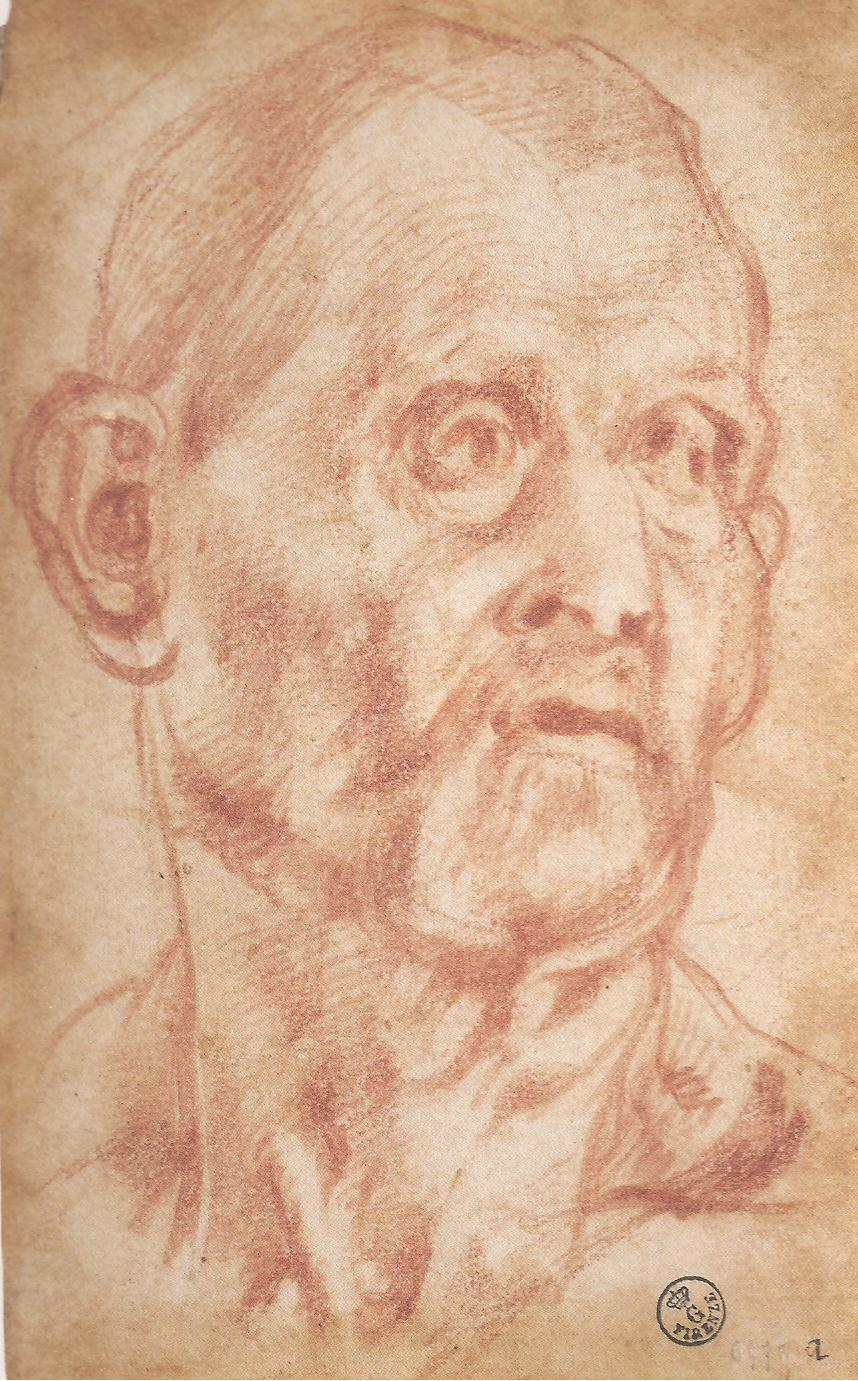
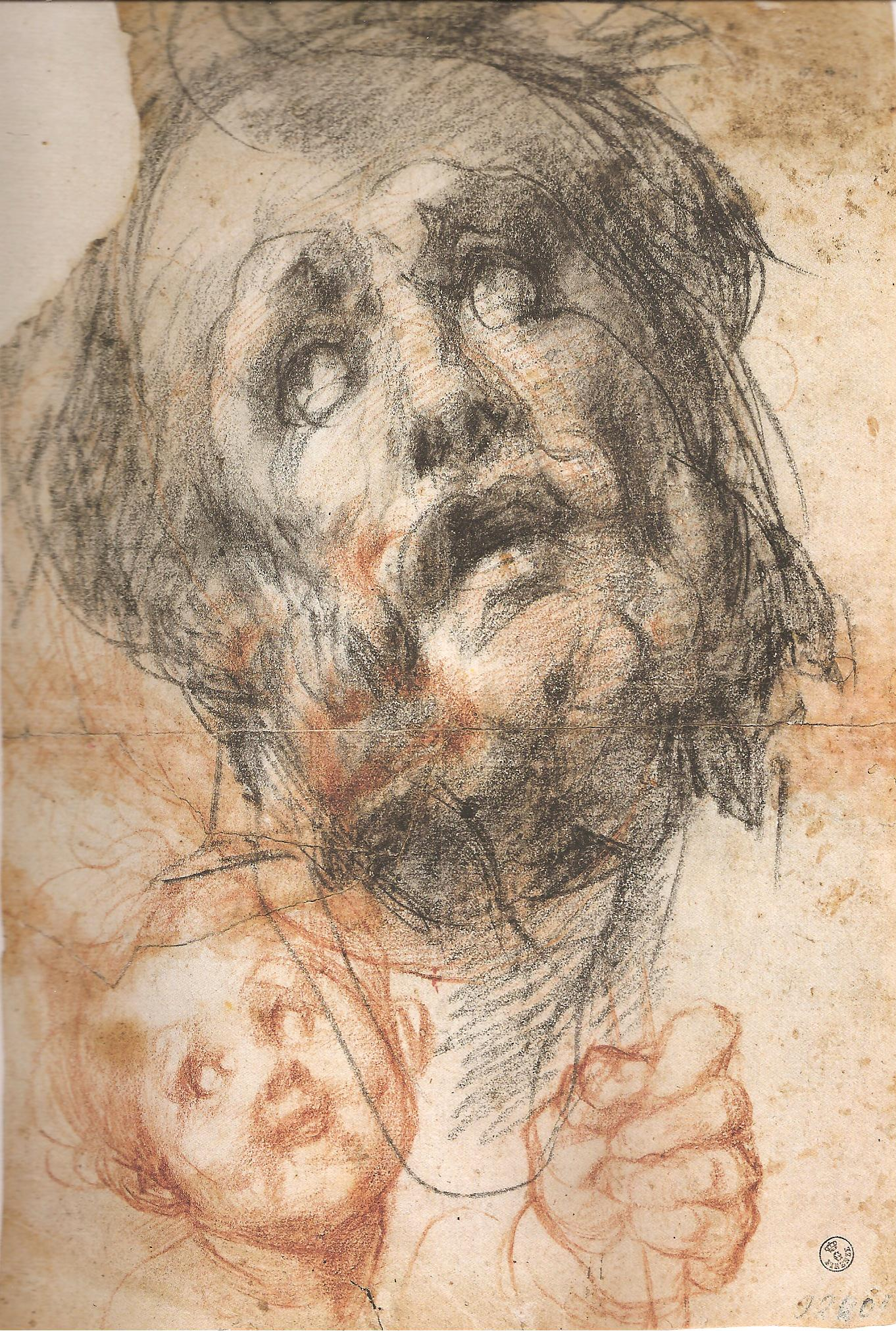
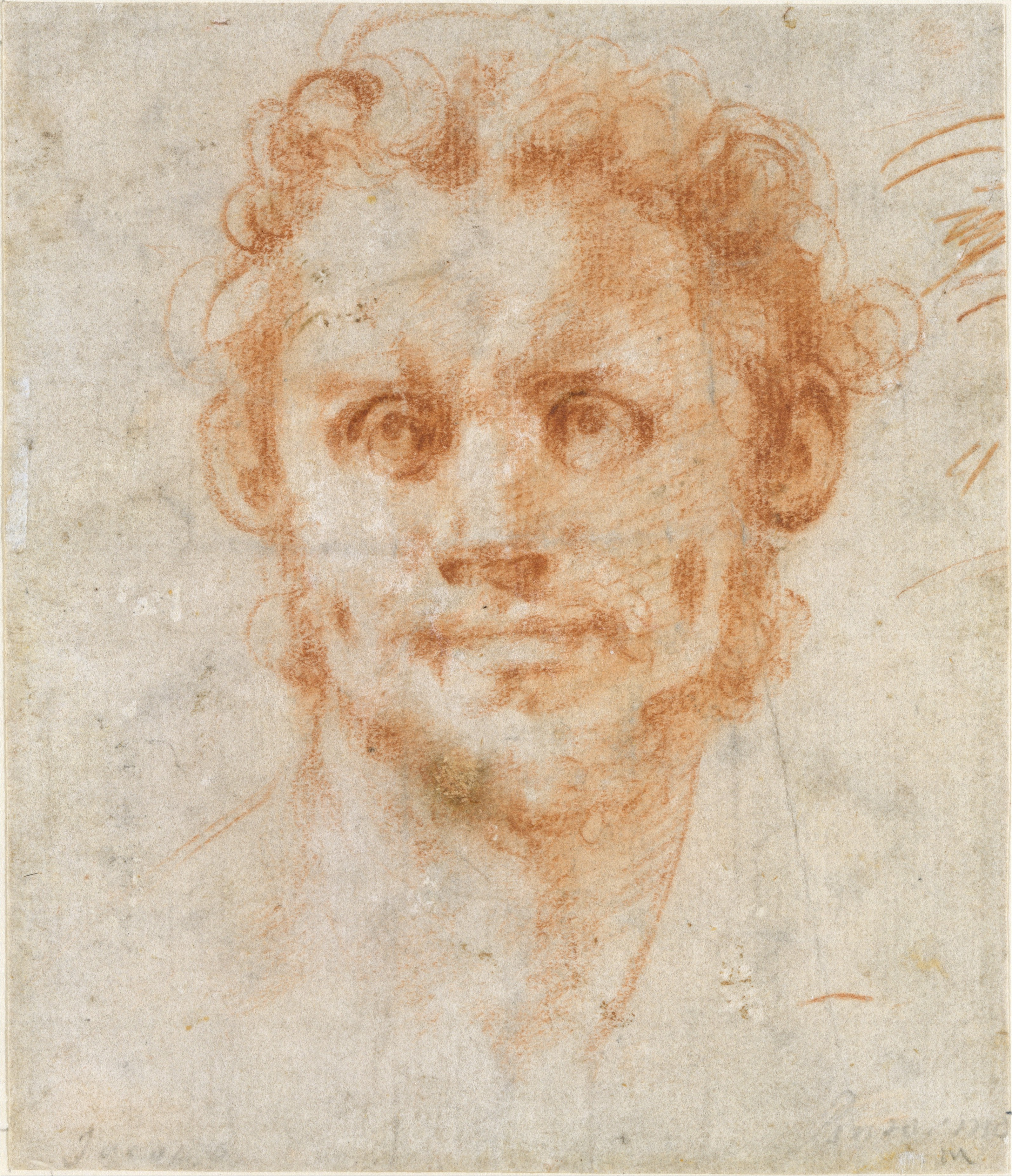
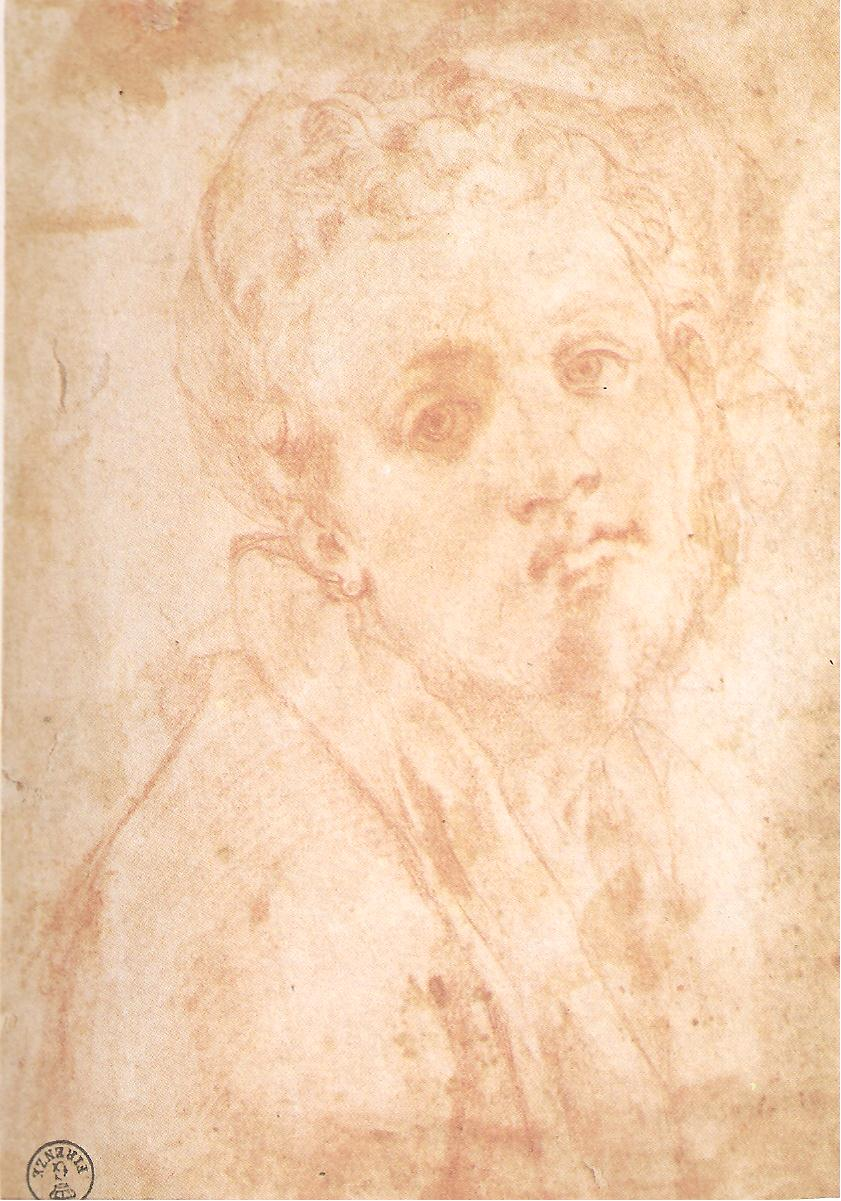
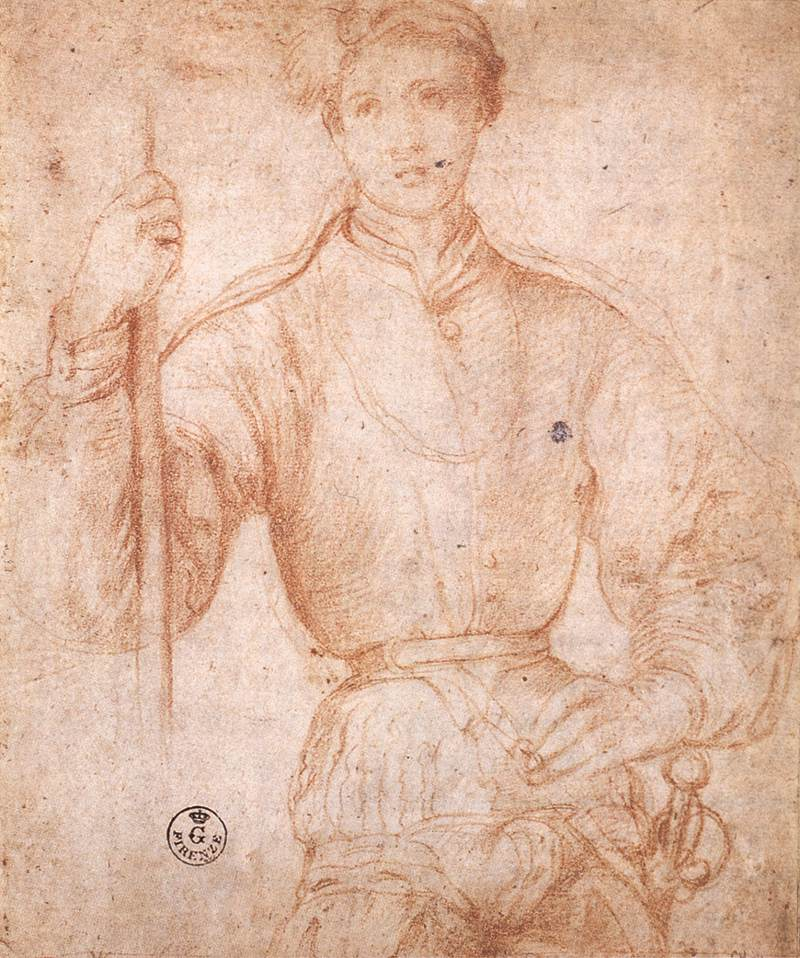
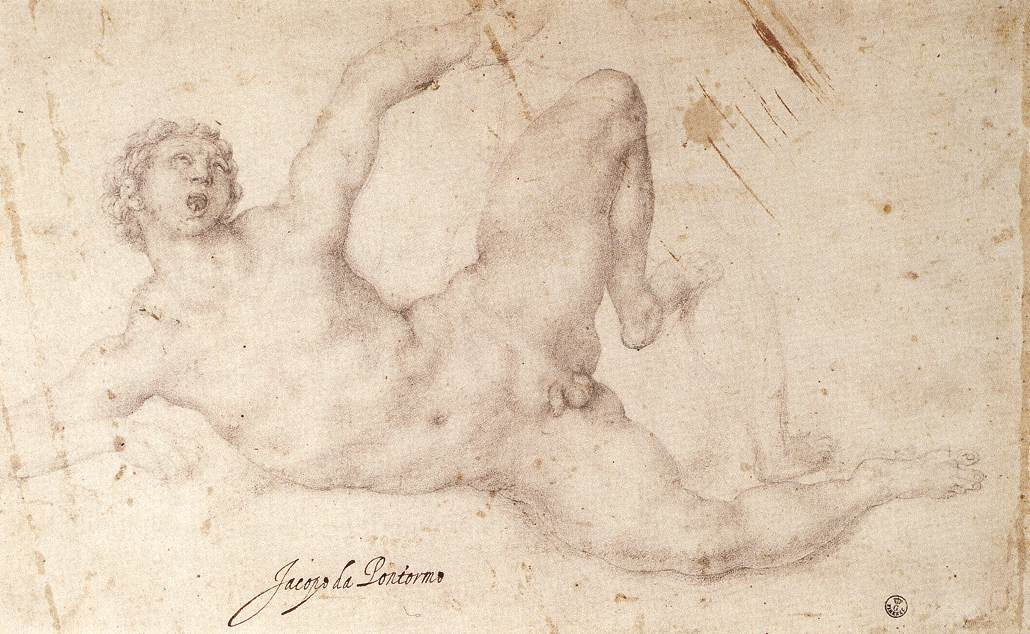
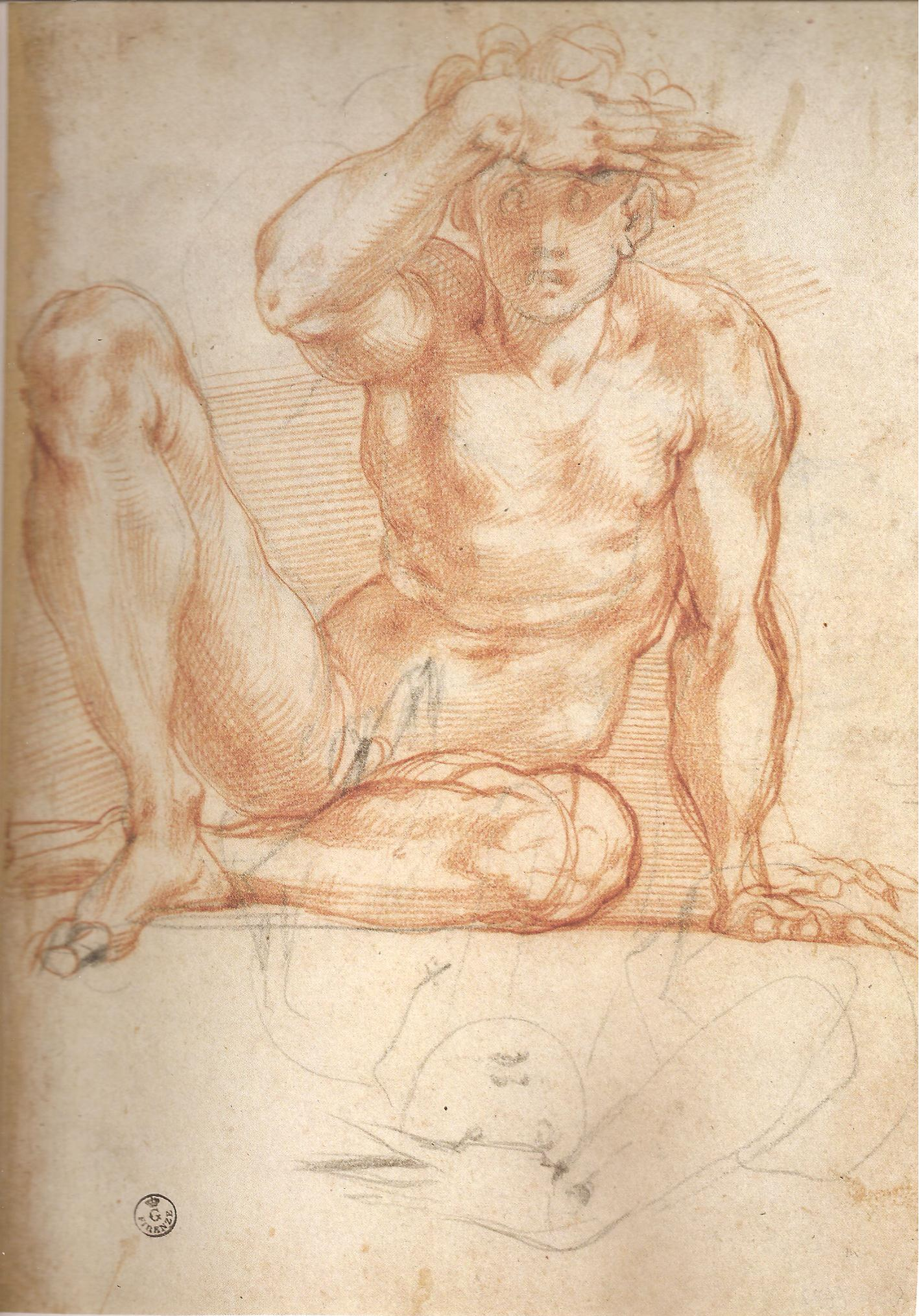
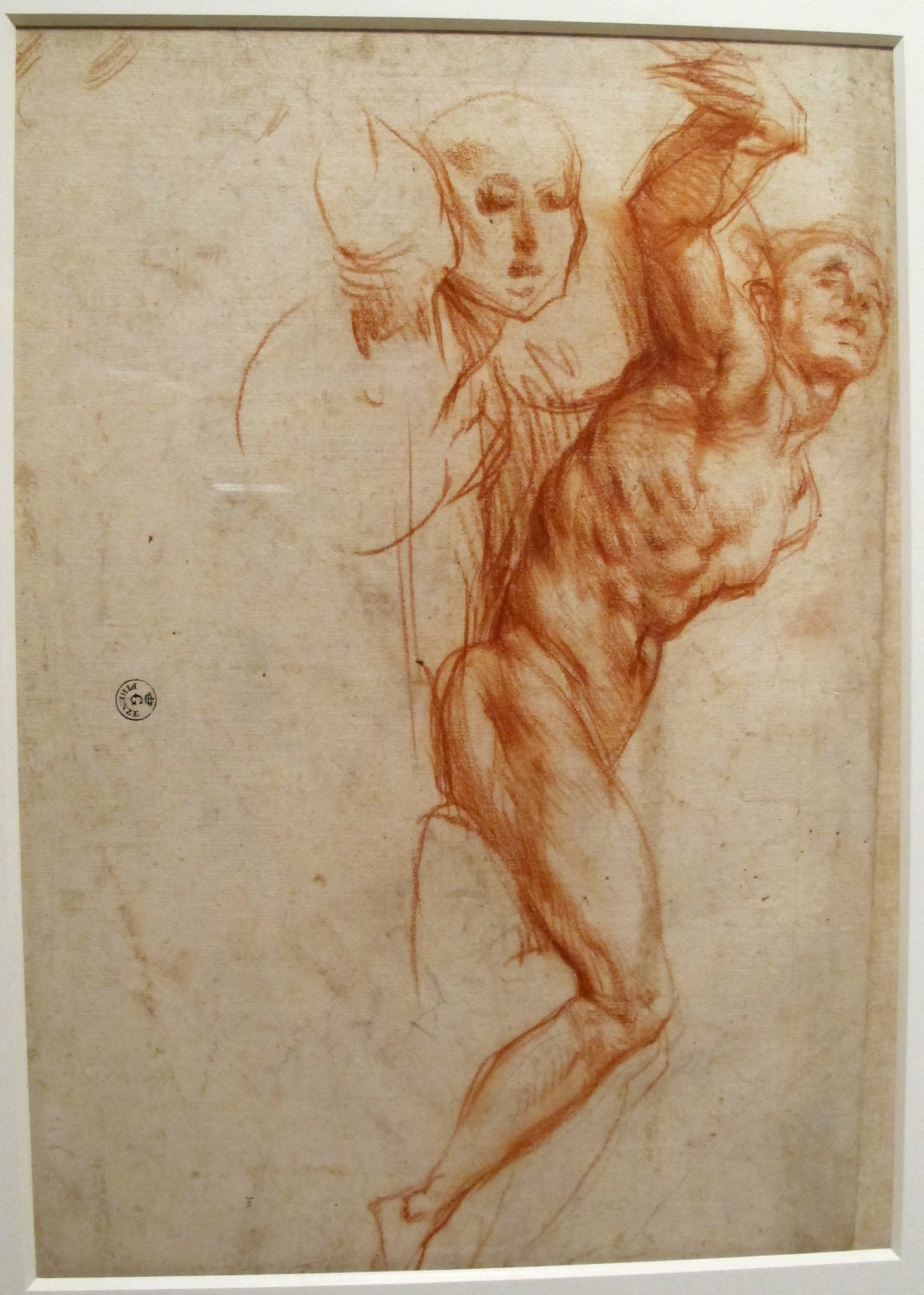
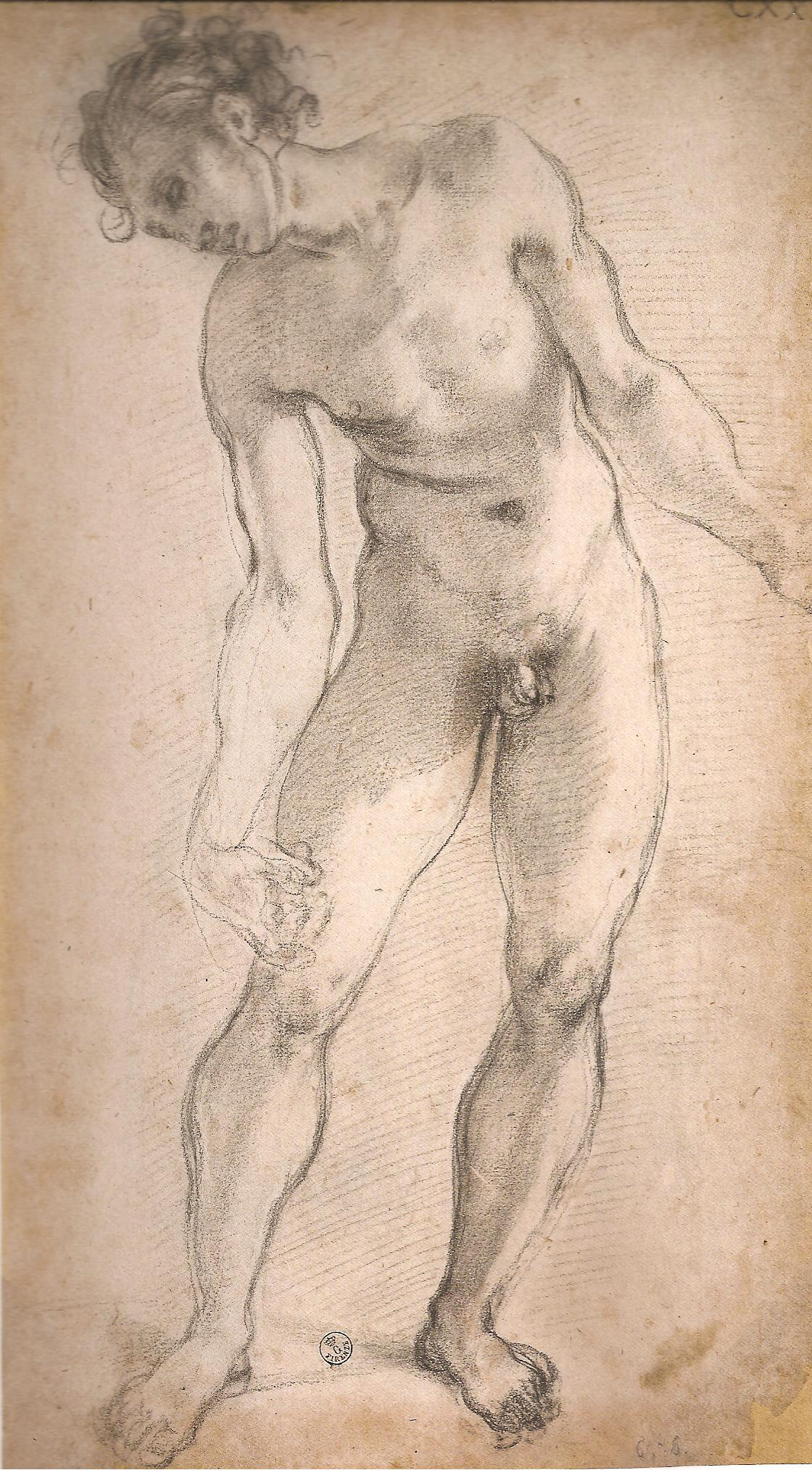
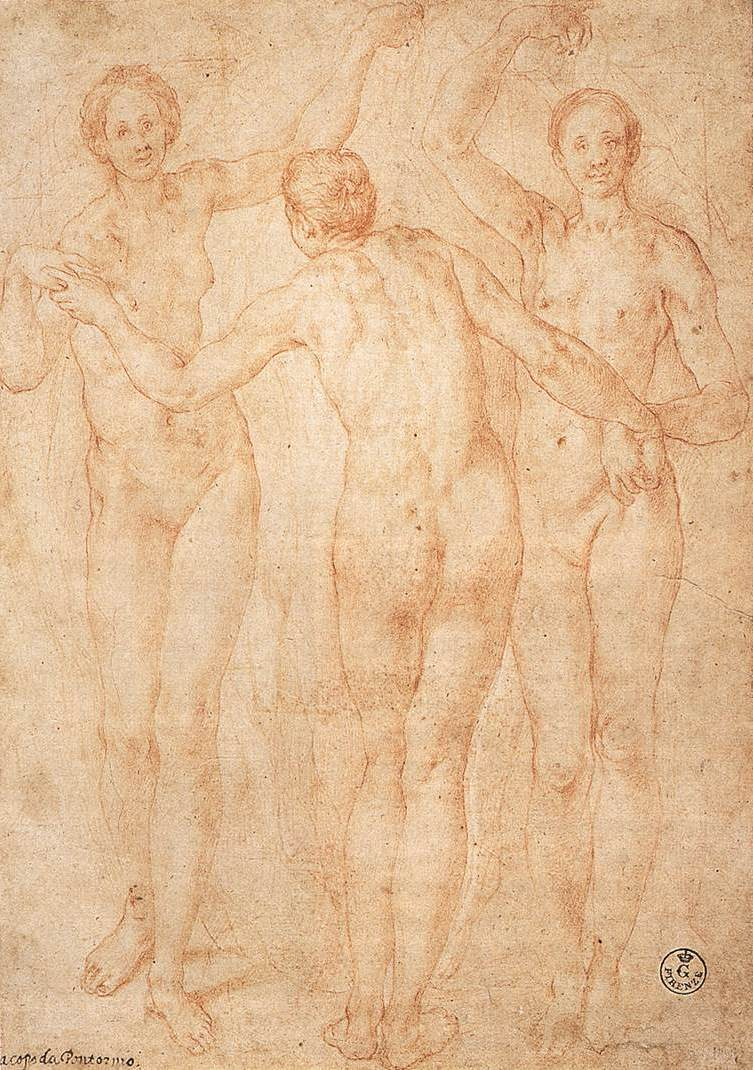
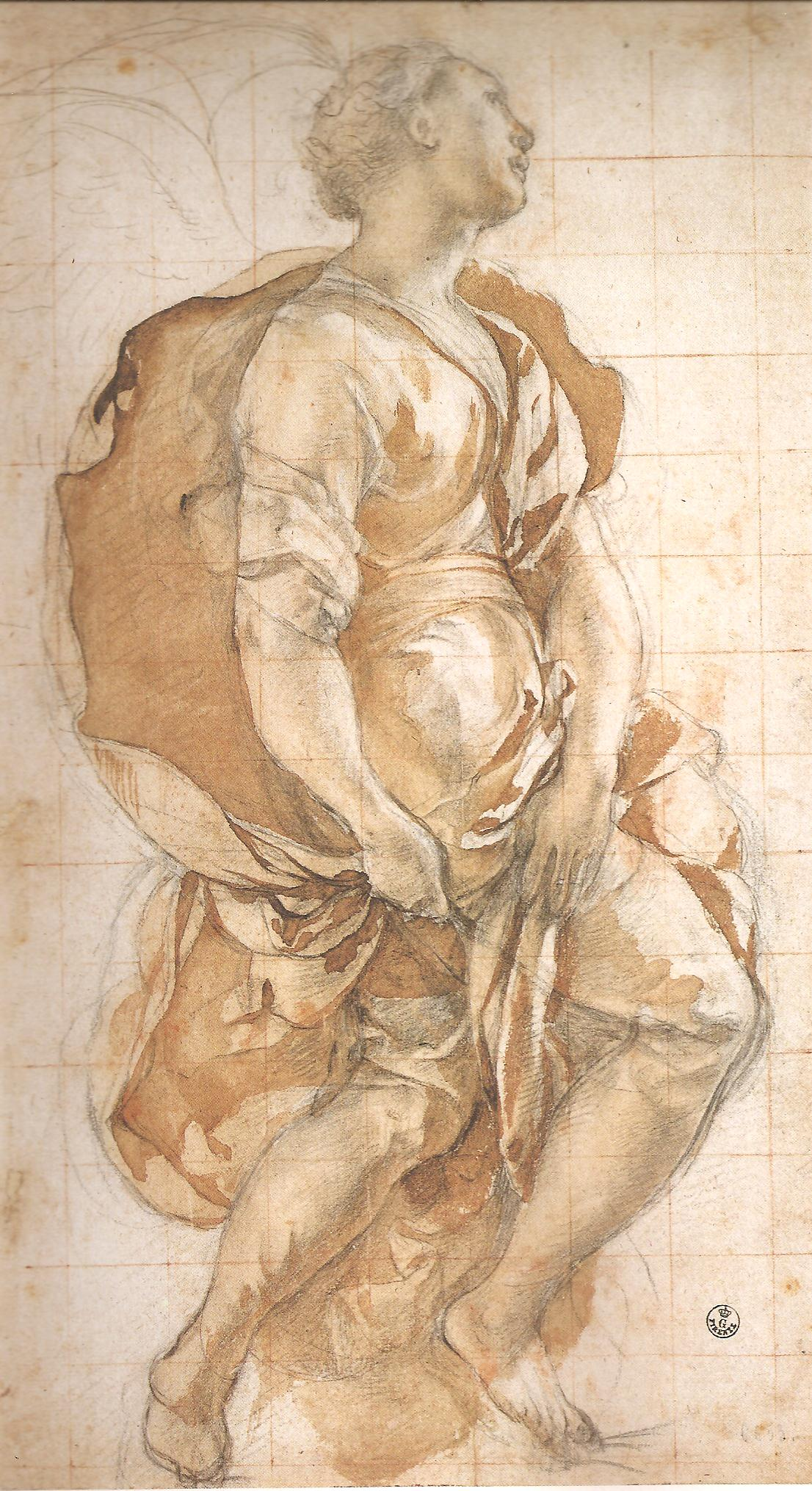
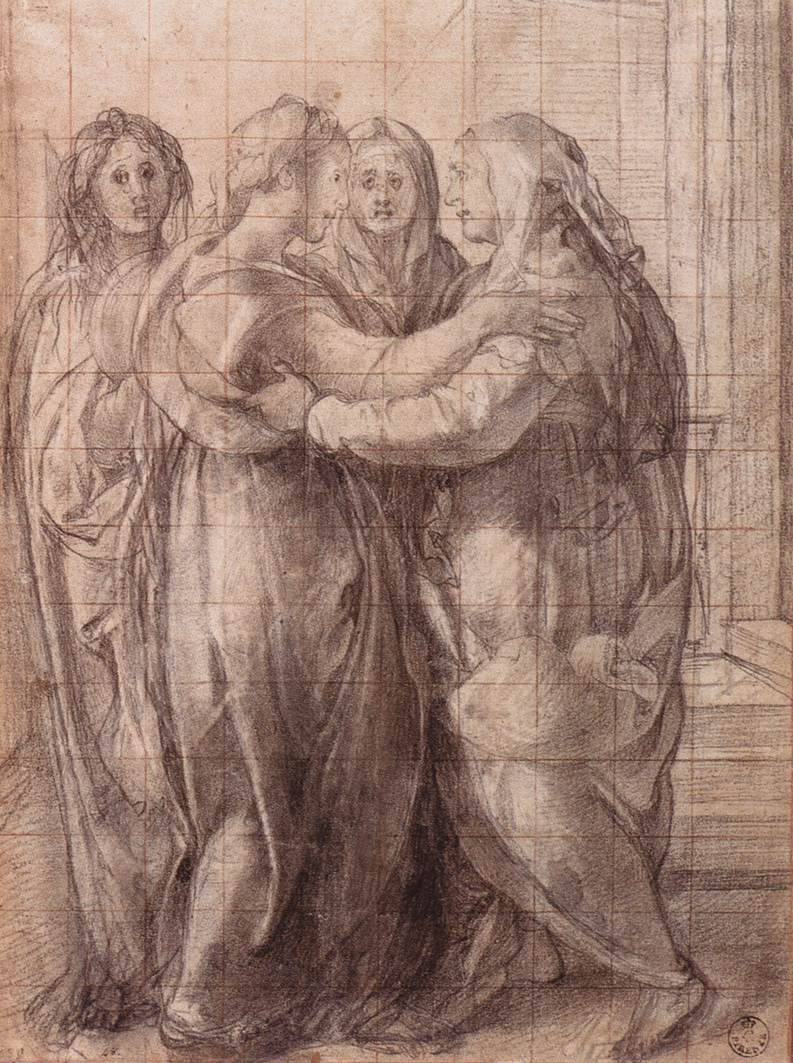

## Opere letterarie
- Il libro mio (diario personale), 1554–1556, Biblioteca nazionale di Firenze.